# Peter Michorl
Peter Michorl (Vienna, 9 maggio 1995) è un calciatore austriaco, centrocampista dell'Atromītos.

## Statistiche

### Presenze e reti nei club
Statistiche aggiornate al 9 ottobre 2017.
| Stagione                 | Squadra                  | Campionato               | Campionato | Campionato | Coppe nazionali | Coppe nazionali | Coppe nazionali | Coppe continentali | Coppe continentali | Coppe continentali | Altre coppe | Altre coppe | Altre coppe | Totale | Totale |
| Stagione                 | Squadra                  | Comp                     | Pres       | Reti       | Comp            | Pres            | Reti            | Comp               | Pres               | Reti               | Comp        | Pres        | Reti        | Pres   | Reti   |
| ------------------------ | ------------------------ | ------------------------ | ---------- | ---------- | --------------- | --------------- | --------------- | ------------------ | ------------------ | ------------------ | ----------- | ----------- | ----------- | ------ | ------ |
| 2011-2012                | Austria Vienna II        | RL                       | 15         | 1          | -               | -               | -               | -                  | -                  | -                  | -           | -           | -           | 15     | 1      |
| 2012-2013                | Austria Vienna II        | RL                       | 26         | 5          | -               | -               | -               | -                  | -                  | -                  | -           | -           | -           | 26     | 5      |
| 2013-2014                | Austria Vienna II        | RL                       | 22         | 8          | -               | -               | -               | -                  | -                  | -                  | -           | -           | -           | 22     | 8      |
| Totale Austria Vienna II | Totale Austria Vienna II | Totale Austria Vienna II | 63         | 14         |                 | -               | -               |                    | -                  | -                  |             | -           | -           | 63     | 14     |
| 2014-2015                | LASK Linz                | EL                       | 24         | 0          | CA              | 0               | 0               | -                  | -                  | -                  | -           | -           | -           | 24     | 0      |
| 2015-2016                | LASK Linz                | EL                       | 28         | 1          | CA              | 3               | 0               | -                  | -                  | -                  | -           | -           | -           | 31     | 1      |
| 2016-2017                | LASK Linz                | EL                       | 32         | 2          | CA              | 5               | 0               | -                  | -                  | -                  | -           | -           | -           | 37     | 2      |
| 2017-2018                | LASK Linz                | BL                       | 10         | 3          | CA              | 2               | 2               | -                  | -                  | -                  | -           | -           | -           | 12     | 5      |
| Totale LASK Linz         | Totale LASK Linz         | Totale LASK Linz         | 94         | 6          |                 | 10              | 2               |                    | -                  | -                  |             | -           | -           | 104    | 8      |
| Totale carriera          | Totale carriera          | Totale carriera          | 157        | 20         |                 | 10              | 2               |                    | -                  | -                  |             | -           | -           | 167    | 22     |

## Palmarès

### Club

#### Competizioni nazionali
- Erste Liga: 1

LASK Linz: 2016-2017